# Піскарка бура
Піскарка бура (Callionymus pusillus) — риба родини піскаркових. Поширені в східній Атлантиці та Середземномор'ї: узбережжя Португалії на північ до Лісабона; також в північному Середземномор'ї, включно Адріатику, Егейське і Чорне море, біля узбережжя Лівану й Ізраїля.